# Kujawsko-Pomorskie Centrum Pulmonologii w Bydgoszczy

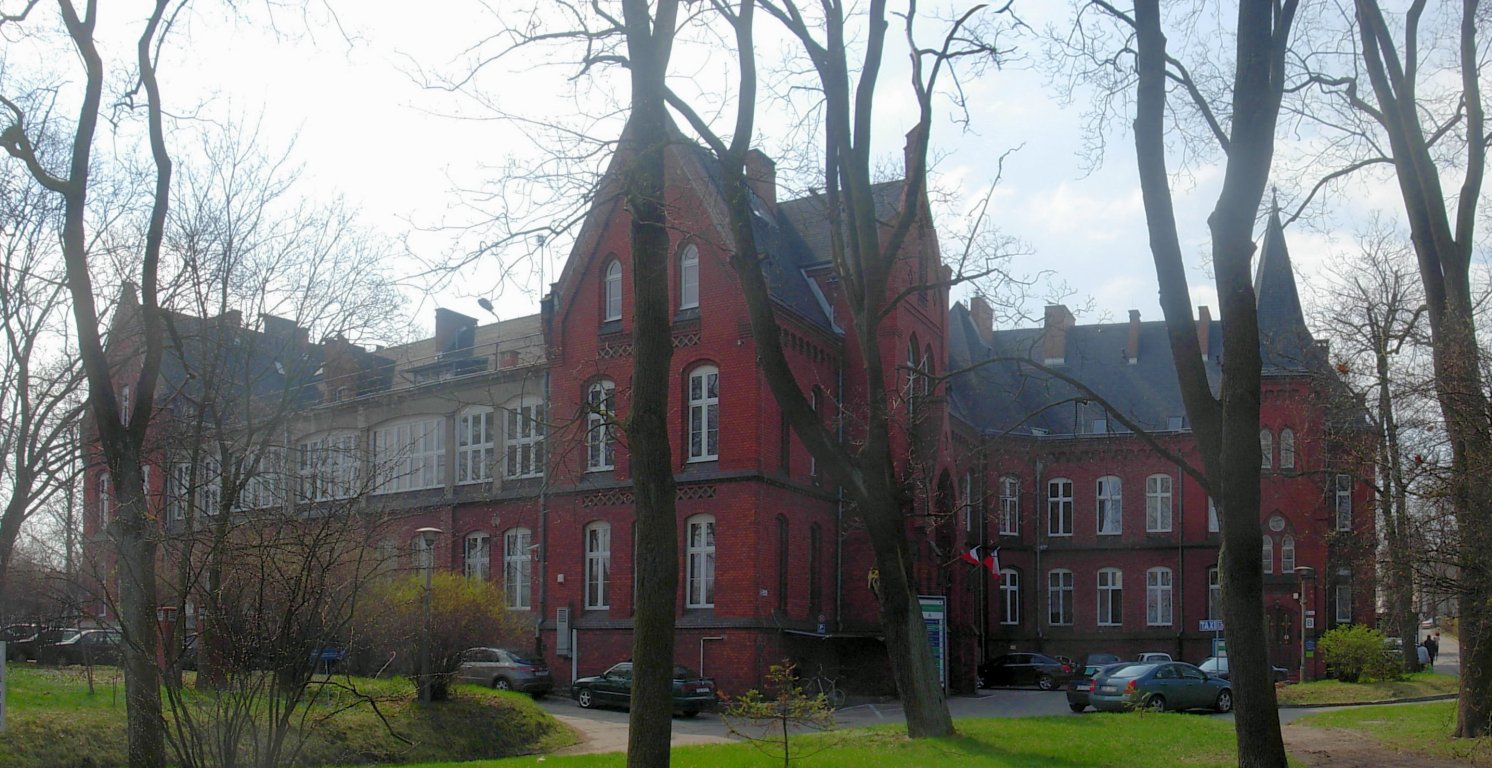
Zabytkowy budynek przy Seminaryjnej 1

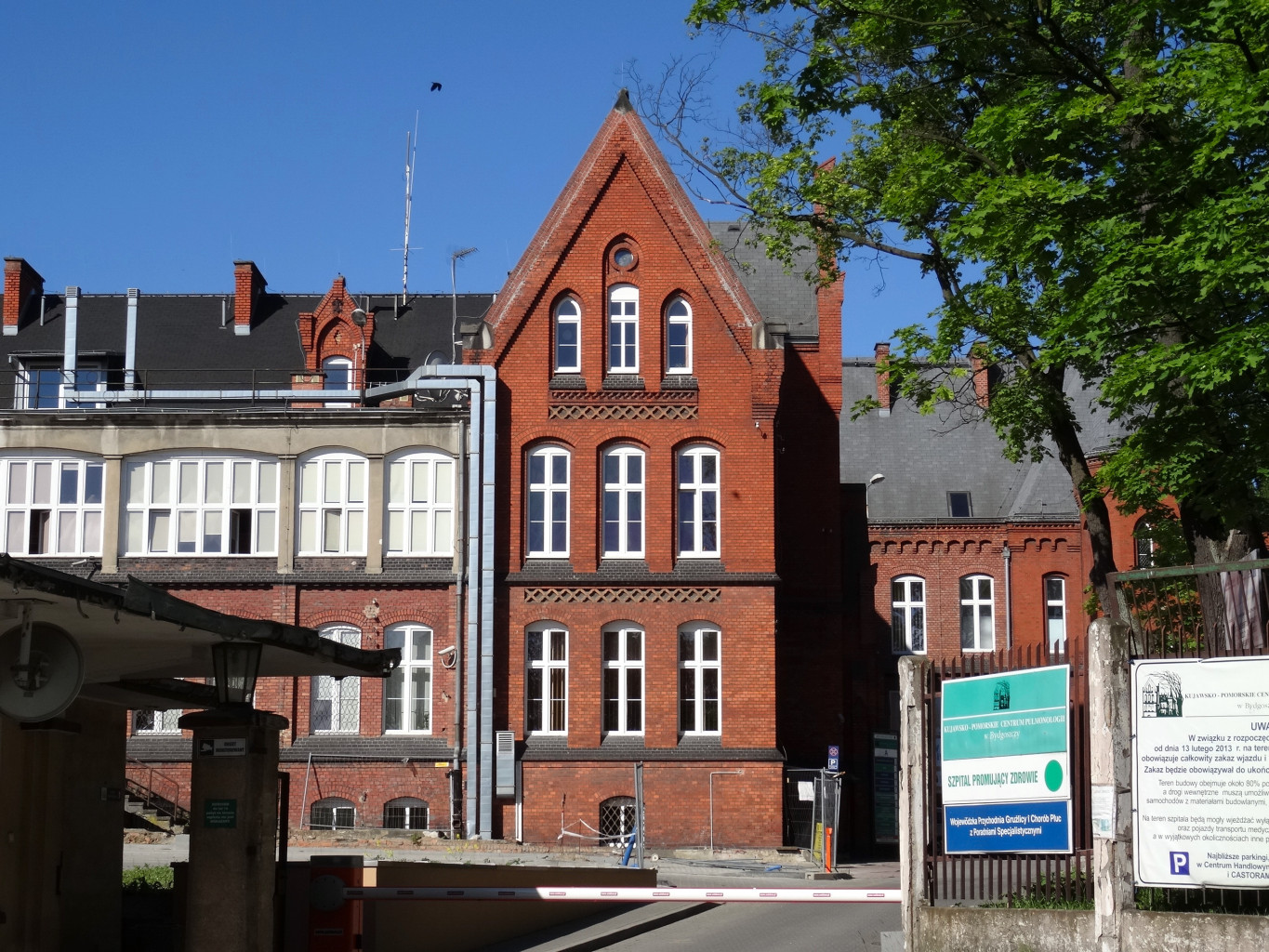
Fragment zabytkowego budynku szpitala z 1885 roku

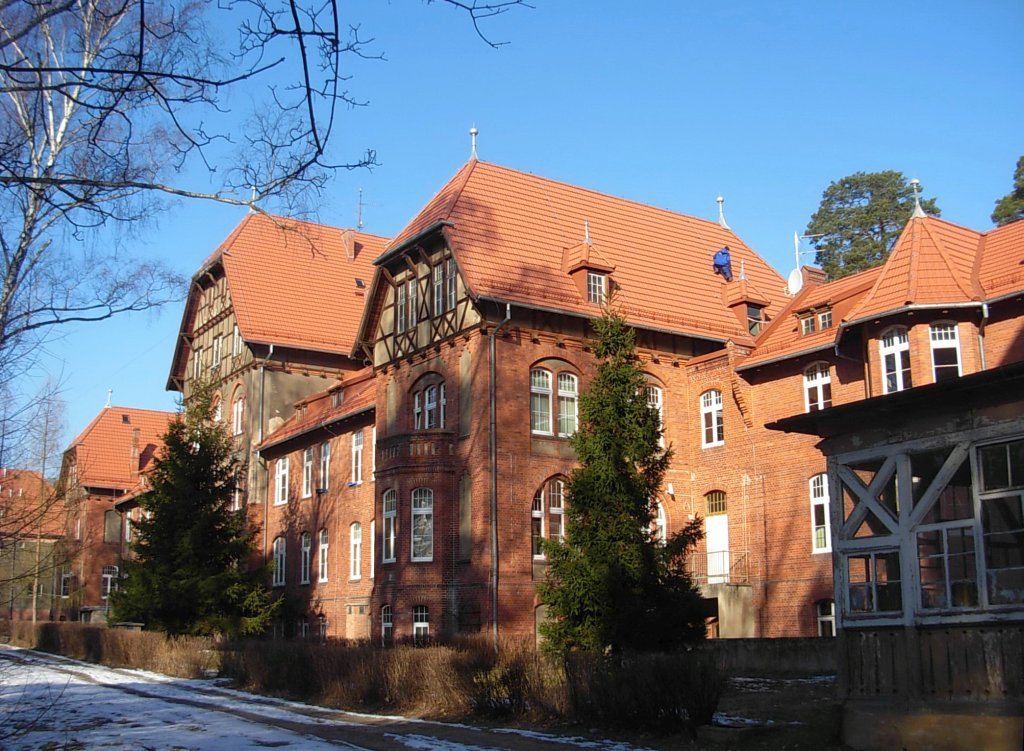
Sanatorium w Smukale – od lat 90. XX w. w strukturach szpitala

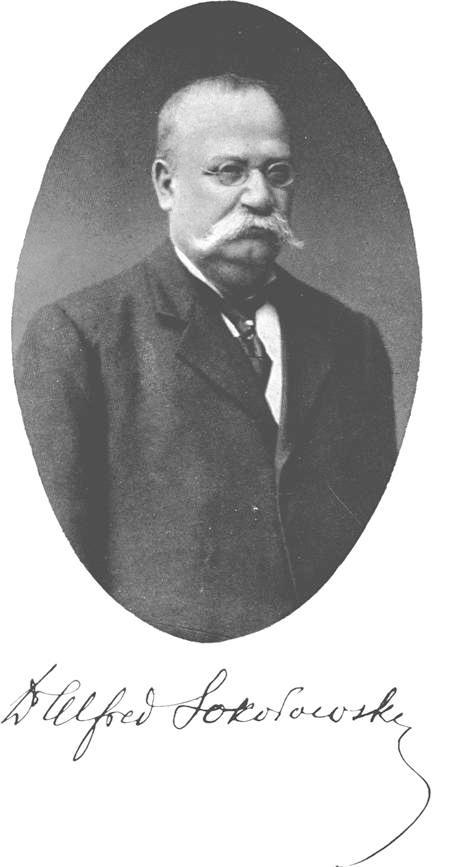
dr Alfred Sokołowski – patron szpitala w latach 1953-1992

Kujawsko-Pomorskie Centrum Pulmonologii – szpital pulmonologiczny w Bydgoszczy, jedyny tego typu w województwie kujawsko-pomorskim. Posiada w swojej strukturze m.in. Klinikę Collegium Medicum Uniwersytetu Mikołaja Kopernika oraz byłe Sanatorium dla Płucnochorych w Smukale (peryferyjne osiedle w Bydgoszczy, położone wśród borów sosnowych).

## Charakterystyka
Szpital dysponuje dwoma obiektami: rozbudowanymi obiektami dawnego Szpitala Diakonisek przy ul Seminaryjnej 1 (1885) i obiektem byłego Sanatorium dla Płucnochorych przy ul Meysnera 9 w Smukale (1904). W lecznicy funkcjonuje 7 oddziałów oraz Wojewódzka Przychodnia Gruźlicy i Chorób Płuc, natomiast w Smukale 2 oddziały oraz w oddzielnym pawilonie, oddział leczenia gruźlicy płuc.
W szpitalu funkcjonuje Klinika Chorób Płuc, Nowotworów i Gruźlicy Collegium Medicum Uniwersytetu Mikołaja Kopernika w Bydgoszczy. Organem tworzącym dla szpitala jest samorząd województwa kujawsko-pomorskiego.

## Historia
Szpital jest jedną z najstarszych lecznic w Bydgoszczy. Oddano go do użytku 9 grudnia 1885 roku dzięki środkom ofiarowanym przez Ludwikę Giese-Rafalską – właścicielkę majątku Rupienica, z zastrzeżeniem, by pielęgnowaniem chorych zajmowały się siostry diakoniski z kościoła ewangelickiego. Teren pod budowę (1 ha) nieodpłatnie przekazały władze miasta. Obok powstał także dom opieki dla samotnych kobiet przy ul. Szubińskiej (ob. Wojskowa Komenda Uzupełnień). Budynki powstały według projektu miejskiego radcy budowlanego Wilhelma Lincke. W powstałym 40-łóżkowym szpitalu funkcjonowały oddziały: chirurgiczny i wewnętrzny. W 1900 r. placówkę rozbudowano do 68 łóżek, a w 1902 r. obok budynku głównego wybudowano barak z 25 łóżkami dla zakaźnie chorych. Środki na rozbudowę pochodziły od niemieckich darczyńców i władz miasta.
Od 1920 r. szpital podlegał magistratowi Bydgoszczy
W 1925 r. w 90 łóżkowym szpitalu pracowało 3 lekarzy, 14 sióstr diakonisek i 2 pielęgniarzy. W 1926 r. w sąsiedztwie budynku głównego kosztem 100 tys. zł powstał pawilon z 30 łóżkami będący oddziałem dla chorych na gruźlicę płuc. Leczono także dur brzuszny, płonicę, grypę i choroby weneryczne. W 1938 r. szpital dysponował 128 łóżkami.
W okresie okupacji szpital służył leczeniu żołnierzy Wehrmachtu. Po wojnie mieścił się początkowo w 2 barakach, ponieważ gmach główny był zajęty przez Wojskowy Szpital Ewakuacyjny. W 1949 r. oddział zakaźny przeniesiono do Szpitala Obserwacyjno-Zakaźnego przy ul. św. Floriana, a obiekt przekształcono w Miejski Szpital Płucno-Chorych ze 144 łóżkami. Dyrektorem został dr med. Władysław Baranowski. Część personelu szpitala stanowiły siostry zakonne stopniowo wymieniane na  pielęgniarki świeckie.
W 1953 r. placówce nadano patrona dr Alfreda Sokołowskiego – pioniera ftyzjatrii i sanatoryjnego leczenia gruźlicy. W 1954 r. dyrektor Władysław Baranowski podjął nieudaną próbę przejęcia dla szpitala sąsiedniego okazałego budynku Seminarium Nauczycielskiego. 
W 1959 r. zlikwidowano baraki i rozpoczęto budowę nowego obiektu szpitalnego, przylegającego do zabytkowego budynku. Łączna liczba łóżek zwiększyła się do 220. Na czas przebudowy (do 1964) chorych przeniesiono do budynku przy ul. Stawowej. W 1975 r. w szpitalu znalazła siedzibę Klinika Ftyzjo-Pulmonologii Filii Akademii Medycznej w Gdańsku (od 1985 Akademia Medyczna w Bydgoszczy). Utworzono wówczas Przeciwgruźliczy Specjalistyczny Zespół Opieki Zdrowotnej (ZOZ). W skład ZOZ-u wchodziły trzy obiekty: Wojewódzka Przychodnia Gruźlicy i Chorób Płuc przy Gimnazjalnej 11, Wojewódzki Szpital Płucnochorych im. Alfreda Sokołowskiego oraz Sanatorium Przeciwgruźlicze w Smukale.
W 1992 r. szpital przemianowano na Wojewódzki Szpital Gruźlicy i Chorób Płuc. W 1999 r. powstało pierwsze w kraju Centrum Przewlekłej Obturacyjnej Choroby Płuc i Niewydolności Oddychania. W 2000 r. do budynku szpitala przeniesiono Wojewódzką Przychodnię Gruźlicy i Chorób Płuc, w przejętym Sanatorium dla Płucnochorych w Smukale utworzono Oddział Leczenia Gruźlicy, a w 2004 r. także Oddział Rehabilitacji. W 2003 r. zmieniono nazwę szpitala na Kujawsko-Pomorskie Centrum Pulmonologii.
W 2021 rozpoczęto podwyższanie o jedną kondygnację jednego z budynków kompleksu przy ul. Seminaryjnej, co umożliwi przeniesienie tam w przyszłości oddziału dla chorych na gruźlicę.

### Nazwy
- 1885-1920 – Zakład Diakonisek Fundacji im. L. Giese-Rafalskiej
- 1920-1939 – Szpital im. Ludwiki Giese-Rafalskiej
- 1939–1940 – Szpital Miejski II – Szpital Diakonisek
- 1945–1949 – Szpital Zakaźny (z Oddziałem Gruźlicy)
- 1949-1953 – Miejski Szpital Płucno-Chorych w Bydgoszczy
- 1953-1992 – Wojewódzki Szpital Gruźliczy im. Alfreda Sokołowskiego w Bydgoszczy
- 1992-2003 – Wojewódzki Szpital Gruźlicy i Chorób Płuc w Bydgoszczy
- od 2003 – Kujawsko-Pomorskie Centrum Pulmonologii w Bydgoszczy

## Struktura organizacyjna

### Kliniki
- Oddział Kliniczny Chorób Płuc, Nowotworów i Gruźlicy – Collegium Medicum UMK

## Oddziały
- Oddział Anestezjologii i Intensywnej Terapii
- Oddział Chirurgii Klatki Piersiowej i Nowotworów
- Oddział Chorób Płuc, Gruźlicy i Sarkoidozy
- Oddział Chorób Płuc i Leczenia Raka Płuc
- Oddział Chorób Płuc i Niewydolności Oddychania
- Oddział Diagnostyczno-Obserwacyjny Gruźlicy i Chorób Płuc
- Oddział Kliniczny Chorób Płuc, Nowotworów i Gruźlicy

### Oddziały wSanatorium w Smukale
- Oddział Leczenia Gruźlicy i Chorób Płuc
- Oddział Rehabilitacji
- Oddział Rehabilitacji Oddechowej
- Oddział Rehabilitacji Neurologicznej

## Poradnie
- Centrum POCHP i Niewydolności Oddechowej 
  - Wojewódzki Ośrodek Domowego Leczenia Tlenem
  - Zespół Domowego Leczenia Respiratorem
  - Pracownia Fizjopatologii Oddychania
  - Poradnia Pulmonologiczna
- Wojewódzka Przychodnia Gruźlicy i Chorób Płuc z Poradniami Specjalistycznymi 
  - Poradnia Torakochirurgiczna,
  - Poradnia Gruźlicy i Chorób Płuc,
  - Poradnia Alergologiczna
- Poradnia Rehabilitacyjna

## Zakres świadczonych usług
- opieka stacjonarna i ambulatoryjna
- diagnostyka realizowana przez zakłady i pracownie diagnostyczne
- profilaktyka zdrowotna i promocja zdrowia
- rehabilitacja ogólnoustrojowa i oddechowa